# Saltur
Saltur es un pueblo ubicado en el distrito de Saña en la provincia de Chiclayo, departamento de Lambayeque.

## Demografía
En el 2017 contaba con una población de 3 752 habitantes lo que la hace la segunda localidad más poblada del distrito después de Zaña.